# Wysokie Siodło (Tatry)
Wysokie Siodło – przełęcz pomiędzy Wysoką Turnią (1643 m n.p.m.) i Upłaziańską Kopą (1796 m n.p.m.) po wschodniej stronie Doliny Kościeliskiej w Tatrach Zachodnich. Jest to szeroka, niewybitna przełęcz na grzbiecie łączącym te szczyty. Grzbiet ten rozdziela od siebie dwa kotły lodowcowe: Przednie Kamienne i Zadnie Kamienne. Przełęcz porośnięta jest trawiastą murawą. Dawniej stanowiła tereny pastwiskowe Hali Upłaz. Nie jest udostępniona turystycznie, ale jest dobrze widoczna z rejonu Chudej Przełączki i zielonego szlaku turystycznego przez Czerwony Żleb do Doliny Tomanowej.